# Scurria variabilis
Scurria variabilis is een slakkensoort uit de familie van de Lottiidae. De wetenschappelijke naam van de soort is voor het eerst geldig gepubliceerd in 1839 door G.B. Sowerby I.